# Herman (évêque)
Pour les articles homonymes, voir Herman.
Herman ou Hereman est un prélat anglo-saxon mort le 20 février 1078. Il est évêque de Ramsbury et évêque de Sherborne, en Angleterre, à l'époque de la conquête normande. En 1075, il déplace son siège épiscopal à Old Sarum et devient le premier évêque de Salisbury.

## Biographie
D'après Guillaume de Malmesbury, Herman est d'origine flamande, mais Jean de Worcester le décrit comme natif de Lotharingie. Il arrive en Angleterre vers le début du règne d'Édouard le Confesseur et devient son chapelain. Le roi le nomme évêque de Ramsbury en 1045 et l'envoie à Rome en 1050, en mission diplomatique auprès du pape, aux côtés de l'évêque de Worcester Ealdred en mission diplomatique pour le compte du roi Édouard. La nature exacte de leur mission est inconnue.
En 1055, Herman demande au roi l'autorisation de déplacer son siège épiscopal à l'abbaye de Malmesbury, qui est plus riche que le chapitre de Ramsbury. Édouard lui oppose un refus, et l'évêque décide de quitter l'Angleterre pour se faire moine à l'abbaye Saint-Bertin. Ealdred assure la gestion de son diocèse durant son absence, et il finit par se laisser convaincre de rentrer dans ses fonctions en 1058. Peu après, Herman est choisi pour succéder à l'évêque Ælfwold de Sherborne, mort à une date incertaine (vers 1058, ou après 1062 ?). Ce faisant, il réunit à son diocèse de Ramsbury celui de Sherborne.
Herman conserve son évêché après la conquête normande de l'Angleterre. En 1075, il reçoit l'autorisation de déplacer le siège de son diocèse dans la ville d'Old Sarum, plus importante que Ramsbury. Il meurt trois ans plus tard.